# Бузульник
Бузу́льник, или Лигуля́рия, или Лигула́рия (лат. Ligulária) — род многолетних трав семейства Астровые (Asteraceae), объединяющий около ста пятидесяти евразийских видов.
Некоторые виды применяют в садоводстве как декоративные растения.

## Название
Научное название рода происходит от лат. ligula («язычок») — по форме краевых цветков в корзинках.
В качестве русского названия, помимо слова «бузульник», иногда используется название «лигулярия» или «лигулария» — по транслитерации научного названия.

## Биологическое описание
Листья у большинства видов образуют прикорневую розетку; они крупные, на прочных черешках, их максимальный размер — 60 см в поперечнике. Форма листьев — близкая к треугольной: почковидная, сердцевидная. Нередко листья пальчато-раздельные, по краям — зубчатые, снизу опушённые. Окраска листьев — от зелёной до тёмно-зелёной, зеленовато-фиолетовой и красно-коричневой. Иногда встречается двойная окраска: нижняя пластинка листа пурпурная, верхняя — зелёная с фиолетовым оттенком. Нередко в красные, красно-коричневые или фиолетовые тона окрашены только черешки и жилки листа, остальная часть остаётся зелёной.
Цветки собраны в корзинки диаметром до 10 см: большая часть цветков — трубчатые, невзрачные; краевые цветки — яркие, с длинным язычковым отгибом. Корзинки, в свою очередь, собраны или в щитковидные, кистевидные, колосовидные или метельчатые соцветия; корзинки в сложном соцветии начинают цвести снизу вверх. Окраска цветков — от бледно-жёлтого до оранжевого (изредка краевые цветки могут быть также беловатыми или красноватыми). Цветоносы у некоторых видов достигают высоты двух метров. Цветут бузульники обычно летом (самые ранние виды зацветают в июне), но у некоторых видов цветение продолжается и осенью (до октября); длительность цветения — до двух месяцев.
Плод — семянка с хохолком.
| |  |  |
| Слева направо: лист бузульника Пржевальского (Ligularia przewalskii); соцветия бузульника узкоголовчатого (Ligularia stenocephala); цветки бузульника зубчатого (Ligularia dentata). |  |  |

## Распространение и экология
Большинство видов бузульника распространены в Восточной Азии и Юго-Восточной Азии; центр разнообразия рода находится в Юго-Западном Китае; значительное число видов произрастает также в Центральной Азии. Имеется также несколько северноазиатских и европейских видов. В Европейской части России в естественных условиях встречается только один вид — Бузульник сибирский (Ligularia sibirica).
Бузульники предпочитают берега водоёмов, лесные поляны и другие достаточно влажные участки, лишь немногие виды могут переносить засушливые условия.

## Использование

### В медицине
В Сибири в качестве лекарственного растения используется Бузульник сизый (Ligularia glauca).

### В садоводстве
Из 150 известных видов бузульника в культуру введено около десяти. Растения выращивают и ради привлекательных соцветий, и из-за общего декоративного облика. Бузульник ценится ещё и по той причине, что это одно из немногих крупных красивоцветущих травянистых растений, которые хорошо растут в тени. Кроме того, соцветия бузульника пригодны для срезки.
В России наиболее широко в садоводстве используются два вида — Бузульник зубчатый (Ligularia dentata) и Бузульник Пржевальского (Ligularia przewalskii).

### Агротехника
Бузульники предпочитают влажные места, лучше всего сажать их вдоль береговой линии. Если размещать растения не рядом с водоёмами, то лучше это делать в полутени. Не следует сажать бузульники на продуваемых местах. Поскольку бузульник выглядит не только декоративно, но и величественно, его можно использовать в качестве композиционного центра цветника.
Растения этого рода предпочитают влажную, хорошо дренированную почву, однако, в целом, к почвам неприхотливы. На одном месте могут расти 15—20 лет без пересадки. Большинство видов морозостойки. Болезням фактически не подвержены. Иногда повреждаются слизнями и улитками.
Размножение:
- семенами (высаживают в грунт ранней весной или осенью);
- делением корневища (весной и осенью).

## Классификация

### Таксономия
Ligularia Cass., 1816, Bull. Sci. Soc. Philom. Paris 1816: 198
Ранее таксон Ligularia рассматривали в составе рода Крестовник (Senecio): в ранге секции (Senecio sect. Ligularia Benth.) или подрода (Senecio subgen. Ligularia C.B.Clarke).
В настоящее время род Бузульник, как и близкие к нему роды Мать-и-мачеха и Белокопытник, относят к подтрибе Мать-и-мачеховые (Tussilagininae), входящей в трибу Крестовниковые, или Сенециевые (Senecioneae) подсемейства Астровые (Asteroideae) семейства Астровые, или Сложноцветные (Asteraceae).
Род Бузульник относится к семейству Астровые (Asteraceae) порядка Астроцветные (Asterales). 
|  |                        |  |                                                                                      |                                                                                      |                       |  | подсемейство Цикориевые и др. | подсемейство Цикориевые и др.                       |                                                     |  |  |  | подтриба Крестовниковые и др.                                          | подтриба Крестовниковые и др.                                          |                                                                                 |  |  |  |  |
|  |                        |  |                                                                                      |                                                                                      |                       |  | подсемейство Цикориевые и др. | подсемейство Цикориевые и др.                       |                                                     |  |  |  | подтриба Крестовниковые и др.                                          | подтриба Крестовниковые и др.                                          | 162 подтвержденных и 35 в статусе "непроверенных" видов и инфравидовых таксонов |  |  |  |  |
|  |                        |  |                                                                                      | семейство Астровые, или Сложноцветные                                                |                       |  |                               |                                                     | триба Крестовниковые                                |  |  |  |                                                                        | род Бузульник                                                          |                                                                                 |  |  |  |  |
|  |                        |  |                                                                                      | семейство Астровые, или Сложноцветные                                                |                       |  |                               |                                                     | триба Крестовниковые                                |  |  |  |                                                                        | род Бузульник                                                          |                                                                                 |  |  |  |  |
|  | порядок Астро- цветные |  |                                                                                      |                                                                                      | подсемейство Астровые |  |                               |                                                     | подтриба Мать-и-мачеховые                           |  |  |  |                                                                        |                                                                        |                                                                                 |  |  |  |  |
|  | порядок Астро- цветные |  |                                                                                      |                                                                                      |                       |  |                               |                                                     |                                                     |  |  |  |                                                                        |                                                                        |                                                                                 |  |  |  |  |
|  |                        |  | ещё 12 семейств (согласно Системе APG III), в том числе Колокольчиковые, Стилидиевые | ещё 12 семейств (согласно Системе APG III), в том числе Колокольчиковые, Стилидиевые |                       |  |                               | ещё около двадцати триб, в том числе триба Астровые | ещё около двадцати триб, в том числе триба Астровые |  |  |  | еще более 50 родов, в том числе Белокопытник, Дороникум, Мать-и-мачеха | еще более 50 родов, в том числе Белокопытник, Дороникум, Мать-и-мачеха |                                                                                 |  |  |  |  |
|  |                        |  |                                                                                      | ещё 12 семейств (согласно Системе APG III), в том числе Колокольчиковые, Стилидиевые |                       |  |                               |                                                     | ещё около двадцати триб, в том числе триба Астровые |  |  |  |                                                                        | еще более 50 родов, в том числе Белокопытник, Дороникум, Мать-и-мачеха |                                                                                 |  |  |  |  |

### Наиболее известные виды

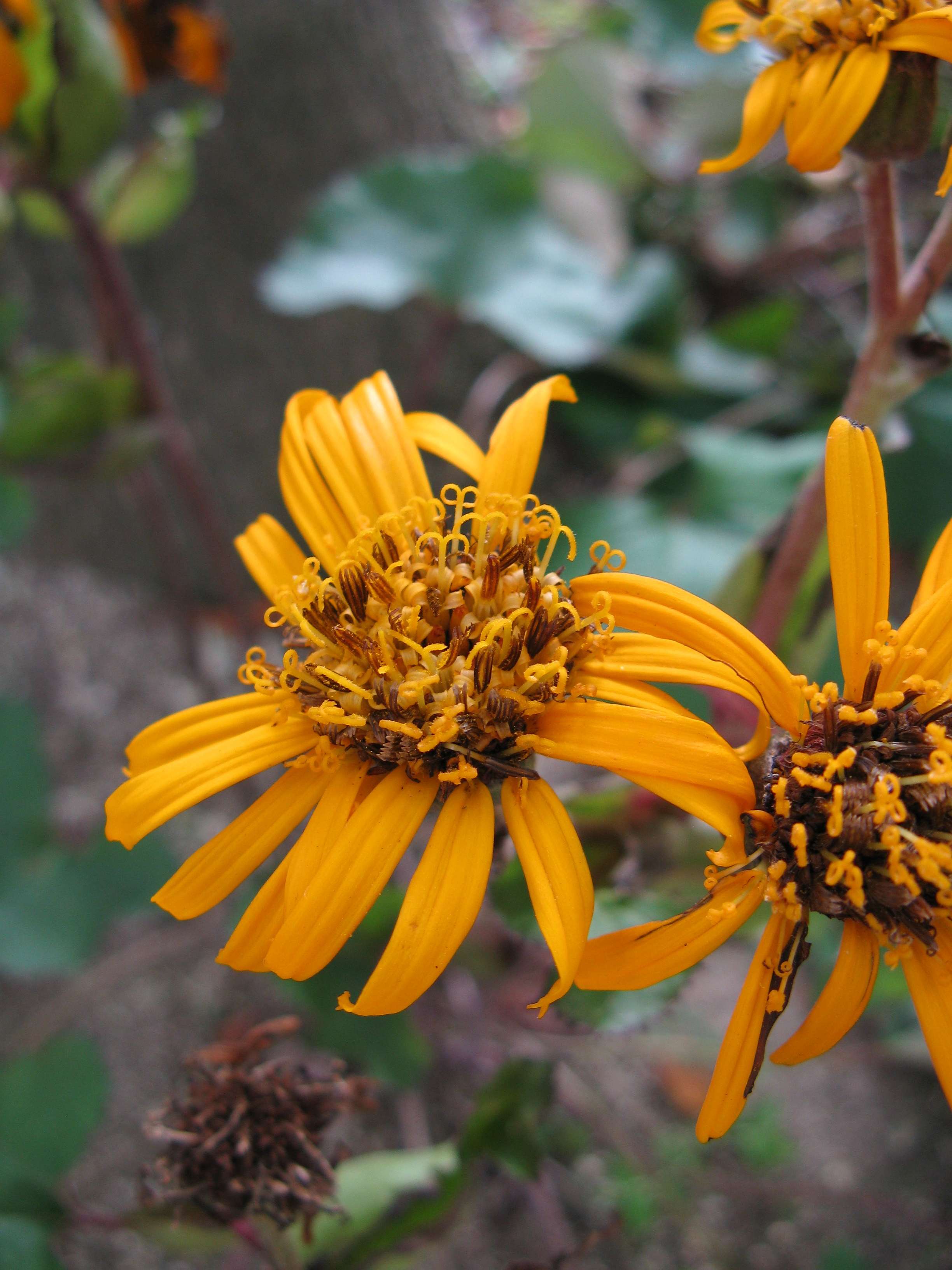
— Бузульник зубчатый

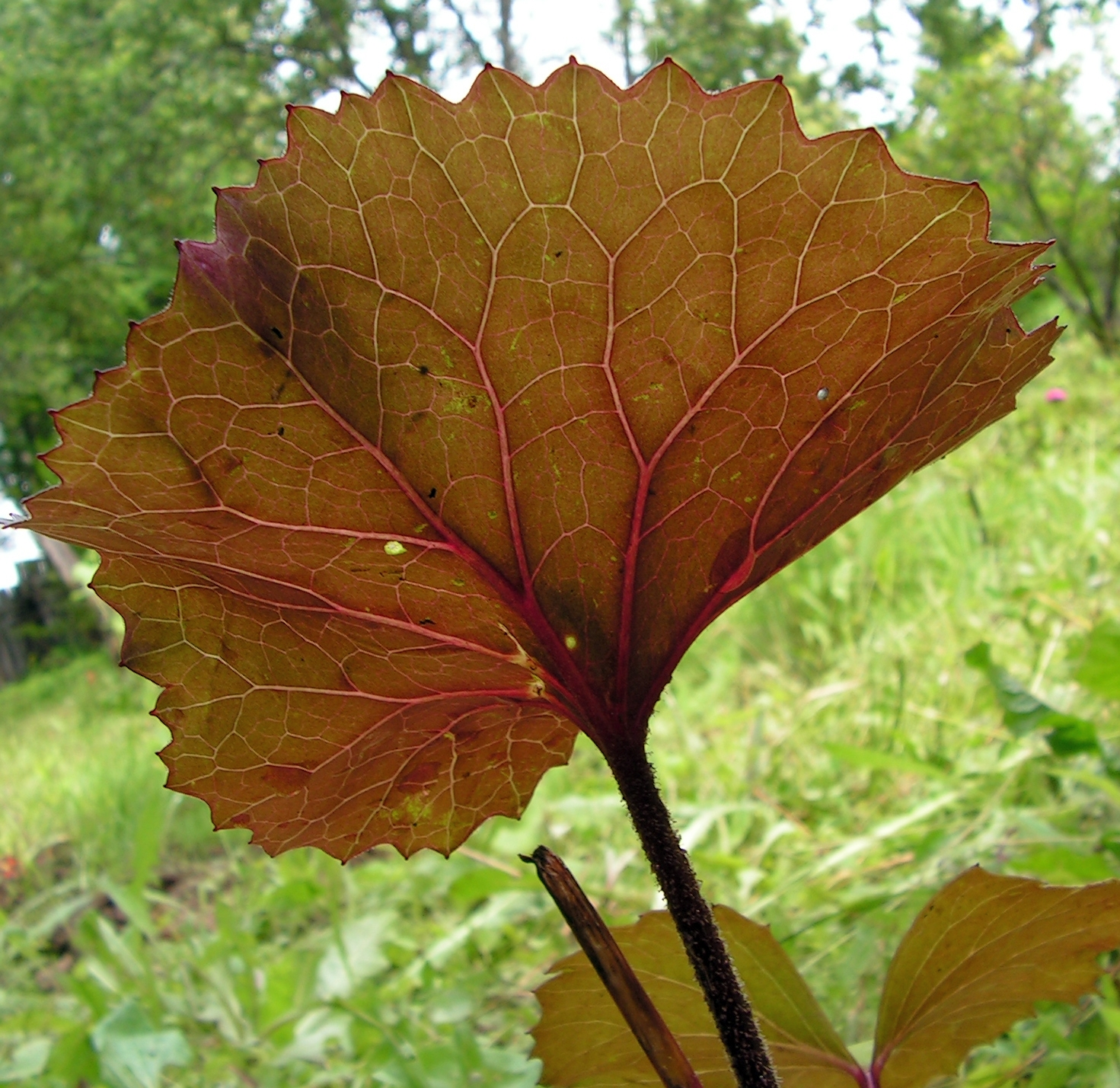
— Бузульник зубчатый. Характерная для данного сорта фиолетово-красно-коричневая окраска нижней стороны листа

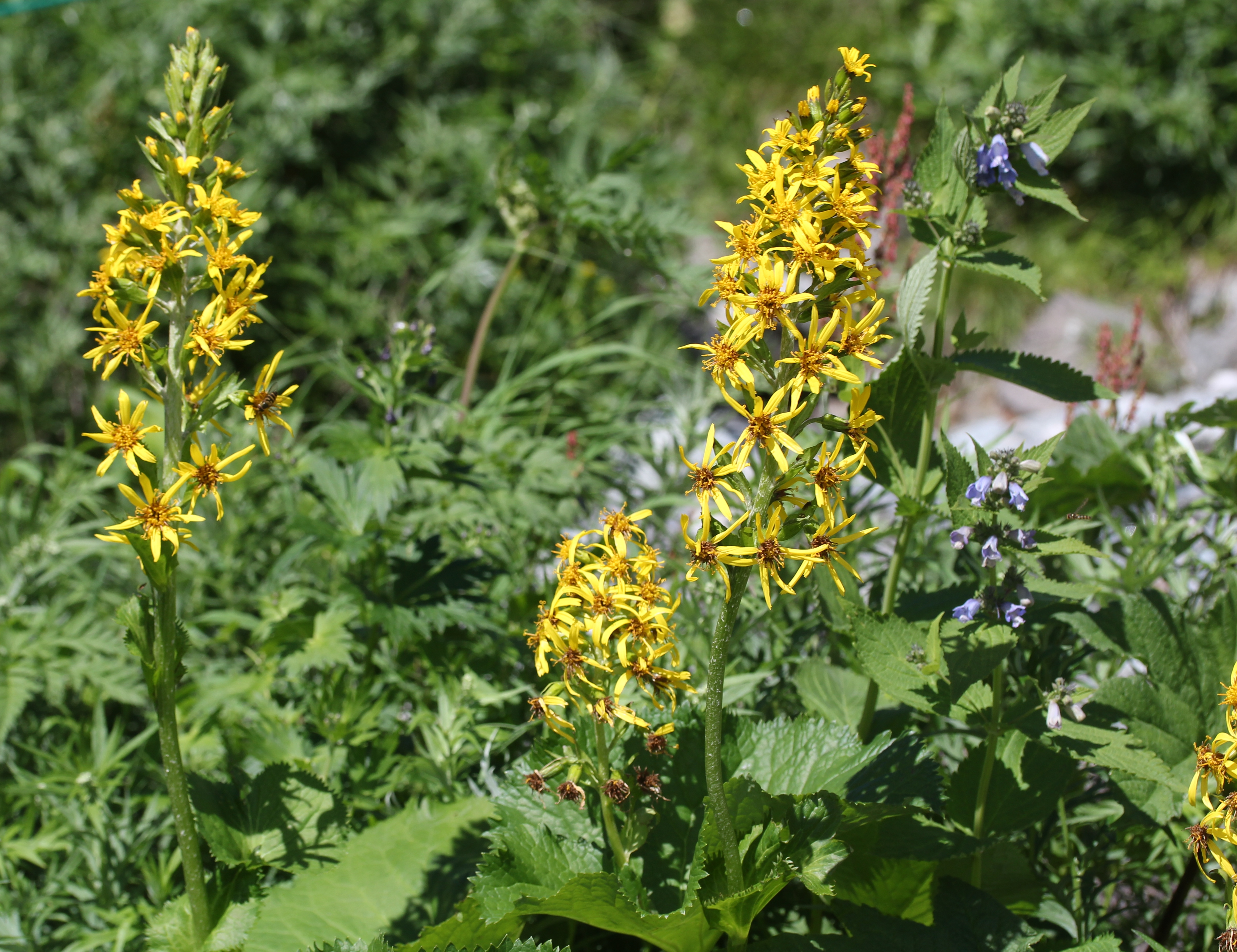

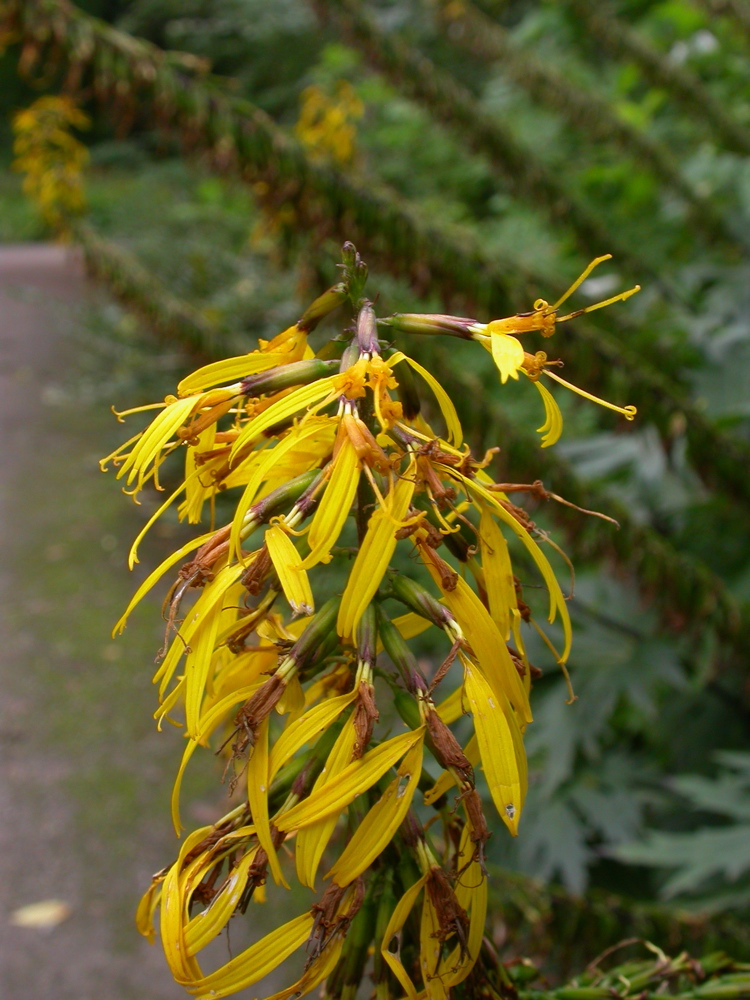

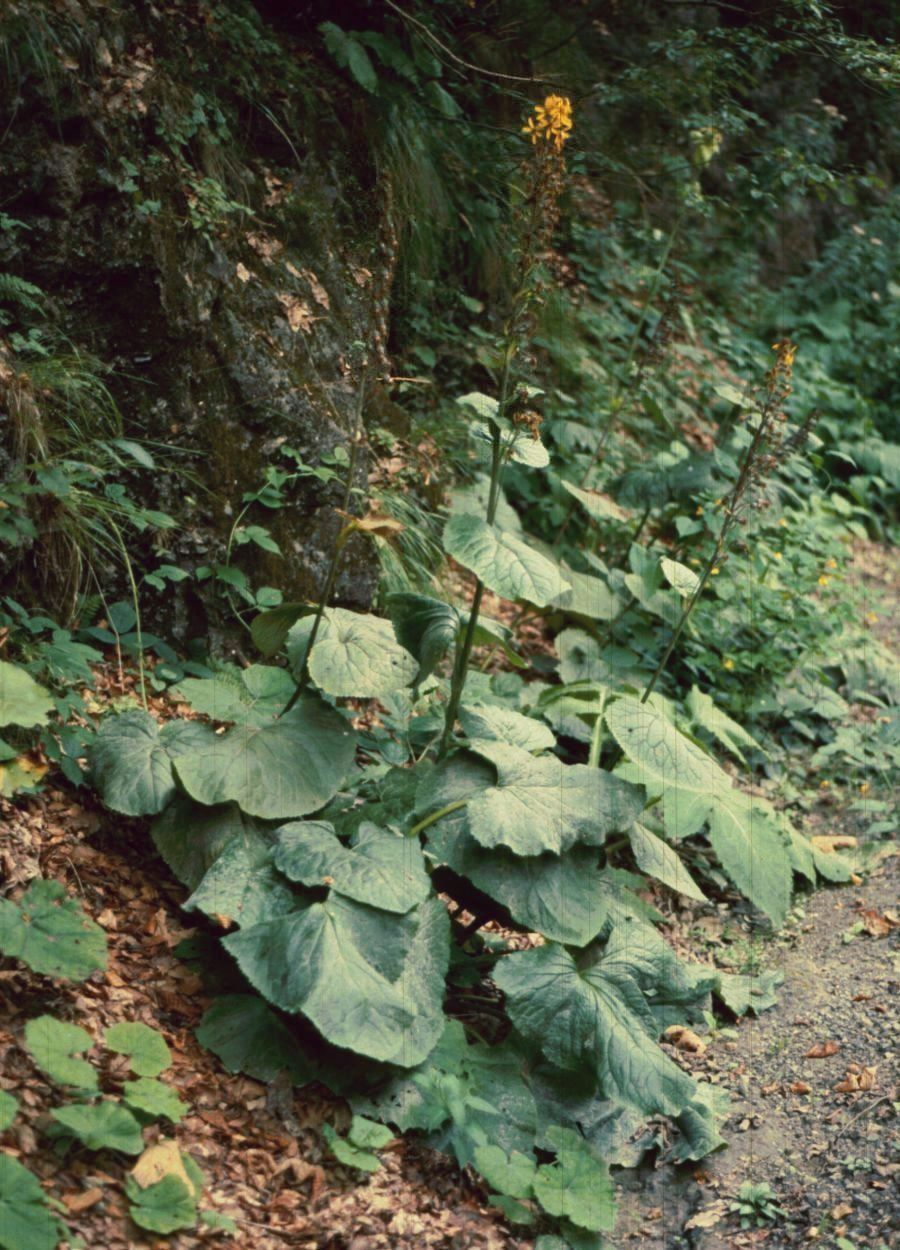

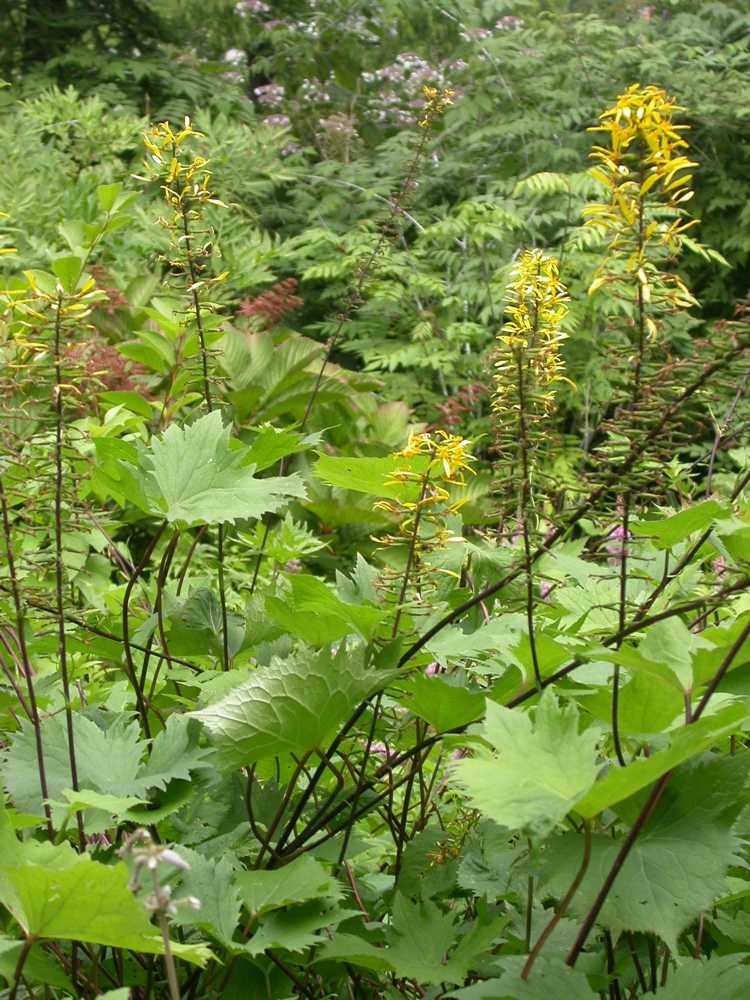

Виды, которые известны в европейской части России и Западной Сибири в диком или культурном виде, можно условно разделить на три группы — по форме соцветий.
- Первая группа — виды бузульника с щитковидными соцветиями[4]:
  - Бузульник зубчатый (Ligularia dentata) — наиболее известный представитель этой группы. Это многолетник родом из Китая и Японии. Прикорневые листья — мощные, цельные, почковидные, по краю зубчатые, коричневато-зелёные, диаметром 30—40 см. Цветоносы вырастают высотой до полутора метров. Соцветия щитковидные, состоят из оранжево-жёлтых корзинок диаметром около 10 см. Цветение — со второй половины лета до начала осени. Оптимальным освещением для этого вида является рассеянный свет, поэтому рекомендуется сажать растения в тени деревьев и кустарников. Зимостойкость высокая, растение выдерживают морозы до минус 30 °C[3].
Сорта:
    - Ligularia dentata 'Britt-Marie Crawford' — растение высотой до полутора метров с оранжевыми соцветиями и листьями, имеющими интенсивный свекольно-красный цвет;
    - Ligularia dentata 'Desdemona' — растение высотой около метра с жёлто-оранжевыми соцветиями; выглядит нарядно из-за сильного контраста разных сторон листьев: листовая пластина сверху имеет светло-зелёную окраску с бронзовым отливом, снизу же она намного более тёмная — фиолетово-красно-коричневая; жилки красные;
    - Ligularia dentata 'Othello' — сорт, похожий на предыдущий: высота растения около метра, соцветия жёлто-оранжевые; не до конца распустившиеся листья имеют фиолетово-пурпурную окраску, позже листовая пластина становится сверху тёмно-зелёной с фиолетовым оттенком, а снизу — пурпурной; на просвет красные жилки листа напоминают кровеносные сосуды.
- Вторая группа — виды бузульника с колосовидными соцветиями[4]:
  - Бузульник Пржевальского (Ligularia przewalskii) — многолетник из северной части Китая. Листья округлые, тёмно-зелёные, глубоковыемчатые, диаметром 30—35 см. Цветоносы тонкие, тёмно-пурпурные (коричневатые), высотой до 2 м. Соцветия удлинённые, кистевидные, светло-жёлтые. Зацветает в июне и цветёт до осени[3].
  - Бузульник сибирский (Ligularia sibirica)typus — единственный представитель рода в Европейской части России. Листья сердцевидные или стреловидные, по краю мелкогородчатые, снизу опушённые. Цветоносы высотой около метра; корзинок в соцветии до 10 штук, цветки тёмно-жёлтые, собраны в продолговатые кисти, время цветения — вторая половина лета, начало осени. Встречается как типовой подвид Ligularia sibirica subsp. sibirica со слабым опушением, так и бузульник Лидии — подвид Ligularia sibirica subsp. lydiae — с густым опушением[6].
  - Бузульник узкоголовчатый (Ligularia stenocephala) — вид из Японии и Восточного Китая. Листья треугольные, зубчатые, с фактурным жилкованием, диаметром 30—35 см. Цветоносы тёмно-пурпурные, высотой до 1,5 м, соцветия жёлтые[3].
  - Среди гибридов с колосовидными соцветиями наиболее известен сорт Ligularia 'The Rocket' с тёмными, прочными цветоносами и стреловидными соцветиями. Растения иногда достигают высоты более двух метров. Листья осенью меняют цвет, становясь пурпурно-малиновыми.
- Промежуточная группа — с пирамидальными соцветиями[4]:
  - Бузульник Вича (Ligularia veitchiana) — растение высотой до 2 м. Корзинки жёлтые, собраны в длинные кистевидные соцветия. Цветёт в конце лета — начале осени.
  - Бузульник сизый (Ligularia glauca) — растение из Западной Сибири, растёт на лугах, в разреженных лесах. Стебли красноватые, имеют высоту от полуметра до полутора метров. Корзинки собраны в кистевидные соцветия. Цветки ярко-жёлтые. Цветёт в июне-июле. Используется в народной медицине.
  - Бузульник Фишера (Ligularia fischerii).

| |  |
| Слева — Бузульник зубчатый, сорт Desdemona (Ligularia dentata 'Desdemona'). Справа — Бузульник Пржевальского (Ligularia przewalskii). |  |